# Campionati europei di atletica leggera 2010
I XX campionati europei di atletica leggera si sono tenuti a Barcellona, in Spagna, dal 26 luglio al 1º agosto 2010 allo stadio olimpico Lluís Companys. 

## Nazioni partecipanti
- Albania
- Andorra
- Armenia
- Austria
- Azerbaigian
- Belgio
- Bielorussia
- Bosnia ed Erzegovina
- Bulgaria
- Cipro
- Croazia
- Danimarca
- Estonia
- Finlandia
- Francia
- Georgia
- Germania

- Gibilterra
- Grecia
- Irlanda
- Islanda
- Israele
- Italia
- Lettonia
- Liechtenstein
- Lituania
- Lussemburgo
- Macedonia
- Malta
- Moldavia
- Monaco
- Montenegro
- Norvegia
- Paesi Bassi

- Polonia
- Portogallo
- Regno Unito
- Rep. Ceca
- Romania
- Russia
- San Marino
- Serbia
- Slovacchia
- Slovenia
- Spagna (paese ospitante)
- Svezia
- Svizzera
- Turchia
- Ucraina
- Ungheria

## Calendario
| Q | Qualificazioni | SF | Semi-finali | F | Finale |

| Data                   | 27 | 27 | 28 | 28 | 28 | 29 | 29 | 30 | 30 | 30 | 31 | 31 | 1 | 1 |
| Evento                 | M  | S  | M  | S  | S  | M  | S  | M  | S  | S  | M  | S  | M | S |
| ---------------------- | -- | -- | -- | -- | -- | -- | -- | -- | -- | -- | -- | -- | - | - |
| 100 metri              |    | Q  |    | ½  | F  |    |    |    |    |    |    |    |   |   |
| 200 metri              |    |    |    |    |    | Q  | SF |    | F  | F  |    |    |   |   |
| 400 metri              | Q  |    |    | SF | SF |    |    |    | F  | F  |    |    |   |   |
| 800 metri              |    |    | Q  |    |    |    | SF |    |    |    |    | F  |   |   |
| 1.500 metri            |    |    |    | Q  | Q  |    |    |    | F  | F  |    |    |   |   |
| 5.000 metri            |    |    |    |    |    |    | Q  |    |    |    |    | F  |   |   |
| 10.000 metri           |    | F  |    |    |    |    |    |    |    |    |    |    |   |   |
| 110 metri ostacoli     |    |    |    |    |    | Q  |    |    | SF | F  |    |    |   |   |
| 400 metri ostacoli     |    |    | Q  |    |    |    | SF |    |    |    |    | F  |   |   |
| 3.000 metri siepi      |    |    |    |    |    |    |    | Q  |    |    |    |    |   | F |
| Maratona               |    |    |    |    |    |    |    |    |    |    |    |    | F |   |
| 20 km marcia           | F  |    |    |    |    |    |    |    |    |    |    |    |   |   |
| 50 km marcia           |    |    |    |    |    |    |    | F  |    |    |    |    |   |   |
| Salto in alto          |    | Q  |    |    |    |    | F  |    |    |    |    |    |   |   |
| Salto con l'asta       |    |    |    |    |    | Q  |    |    |    |    |    | F  |   |   |
| Salto in lungo         |    |    |    |    |    |    |    |    | Q  | Q  |    |    |   | F |
| Salto triplo           |    | Q  |    |    |    |    | F  |    |    |    |    |    |   |   |
| Getto del peso         |    |    |    |    |    |    |    | Q  |    |    |    | F  |   |   |
| Lancio del disco       |    |    |    |    |    |    |    |    |    |    | Q  |    |   | F |
| Lancio del giavellotto |    |    |    |    |    |    |    | Q  |    |    |    | F  |   |   |
| Lancio del martello    | Q  |    |    | F  | F  |    |    |    |    |    |    |    |   |   |
| Decathlon              |    |    | F  | F  | F  | F  | F  |    |    |    |    |    |   |   |
| Staffetta 4×100 metri  |    |    |    |    |    |    |    |    |    |    | Q  |    |   | F |
| Staffetta 4×400 metri  |    |    |    |    |    |    |    |    |    |    | Q  |    |   | F |

| Data                   | 27 | 27 | 28 | 28 | 29 | 29 | 29 | 30 | 30 | 31 | 31 | 31 | 1 | 1 |
| Evento                 | M  | S  | M  | S  | M  | S  | S  | M  | S  | M  | S  | S  | M | S |
| ---------------------- | -- | -- | -- | -- | -- | -- | -- | -- | -- | -- | -- | -- | - | - |
| 100 metri              |    |    | Q  |    |    | SF | F  |    |    |    |    |    |   |   |
| 200 metri              |    |    |    |    |    |    |    | Q  | SF |    | F  | F  |   |   |
| 400 metri              |    |    |    | Q  |    |    |    |    | F  |    |    |    |   |   |
| 800 metri              |    | Q  |    | SF |    |    |    |    | F  |    |    |    |   |   |
| 1.500 metri            |    |    |    |    |    |    |    |    | Q  |    |    |    |   | F |
| 5.000 metri            |    |    |    |    |    |    |    | Q  |    |    |    |    |   | F |
| 10.000 metri           |    |    |    | F  |    |    |    |    |    |    |    |    |   |   |
| 100 metri ostacoli     |    |    |    |    |    |    |    | Q  |    |    | SF | F  |   |   |
| 400 metri ostacoli     | Q  |    |    | SF |    |    |    |    | F  |    |    |    |   |   |
| 3.000 metri siepi      |    |    | Q  |    |    |    |    |    | F  |    |    |    |   |   |
| Maratona               |    |    |    |    |    |    |    |    |    | F  |    |    |   |   |
| 20 km marcia           |    |    | F  |    |    |    |    |    |    |    |    |    |   |   |
| -                      |    |    |    |    |    |    |    |    |    |    |    |    |   |   |
| Salto in alto          |    |    |    |    |    |    |    | Q  |    |    |    |    |   | F |
| Salto con l'asta       |    |    | Q  |    |    |    |    |    | F  |    |    |    |   |   |
| Salto in lungo         | Q  |    |    | F  |    |    |    |    |    |    |    |    |   |   |
| Salto triplo           |    |    |    |    | Q  |    |    |    |    |    | F  | F  |   |   |
| Getto del peso         | Q  | F  |    |    |    |    |    |    |    |    |    |    |   |   |
| Lancio del disco       | Q  |    |    | F  |    |    |    |    |    |    |    |    |   |   |
| Lancio del giavellotto |    | Q  |    |    |    | F  | F  |    |    |    |    |    |   |   |
| Lancio del martello    |    |    | Q  |    |    |    |    |    | F  |    |    |    |   |   |
| Eptathlon              |    |    |    |    |    |    |    | F  | F  | F  | F  | F  |   |   |
| Staffetta 4×100 metri  |    |    |    |    |    |    |    |    |    | Q  |    |    |   | F |
| Staffetta 4×400 metri  |    |    |    |    |    |    |    |    |    | Q  |    |    |   | F |

## Risultati

### Uomini
| Specialità | Oro                                                                                  | Prestazione | Argento                                                                     | Prestazione | Bronzo                                                                    | Prestazione |
| Corse piane |                                                                                      |             |                                                                             |             |                                                                           |             |
| 100 metri (dettagli) | Christophe Lemaitre Francia                                                          | 10"11       | Mark Lewis-Francis Gran Bretagna                                            | 10"18       | Martial Mbandjock Francia                                                 | 10"18       |
| 200 metri (dettagli) | Christophe Lemaitre Francia                                                          | 20"37       | Christian Malcolm Gran Bretagna                                             | 20"38       | Martial Mbandjock Francia                                                 | 20"42       |
| 400 metri (dettagli) | Kévin Borlée Belgio                                                                  | 45"08       | Michael Bingham Gran Bretagna                                               | 45"23       | Martyn Rooney Gran Bretagna                                               | 45"23       |
| 800 metri (dettagli) | Marcin Lewandowski Polonia                                                           | 1'47"07     | Michael Rimmer Gran Bretagna                                                | 1'47"17     | Adam Kszczot Polonia                                                      | 1'47"22     |
| 1.500 metri (dettagli) | Arturo Casado Spagna                                                                 | 3'42"74     | Carsten Schlangen Germania                                                  | 3'43"52     | Manuel Olmedo Spagna                                                      | 3'43"54     |
| 5.000 metri (dettagli) | Mohammed Farah Gran Bretagna                                                         | 13'31"18    | Jesǘs España Spagna                                                         | 13'33"12    | Hayle İbrahimov Azerbaigian                                               | 13'34"15    |
| 10.000 metri (dettagli) | Mohammed Farah Gran Bretagna                                                         | 28'24"99    | Chris Thompson Gran Bretagna                                                | 28'27"33    | Daniele Meucci Italia                                                     | 28'27"33    |
| Corse a ostacoli |                                                                                      |             |                                                                             |             |                                                                           |             |
| 110 metri ostacoli (dettagli) | Andy Turner Gran Bretagna                                                            | 13"28       | Garfield Darien Francia                                                     | 13"34       | Dániel Kiss Ungheria                                                      | 13"39       |
| 400 metri ostacoli (dettagli) | David Greene Gran Bretagna                                                           | 48"12       | Rhys Williams Gran Bretagna                                                 | 48"96       | Stanislav Mel'nykov Ucraina                                               | 49"09       |
| 3.000 metri siepi (dettagli) | Mahiedine Mekhissi-Benabbad Francia                                                  | 8'07"87     | Bouabdellah Tahri Francia                                                   | 8'09"28     | Ion Luchianov Moldavia                                                    | 8'19"64     |
| Prove su strada |                                                                                      |             |                                                                             |             |                                                                           |             |
| Maratona (dettagli) | Viktor Röthlin Svizzera                                                              | 2h15'31"    | José Manuel Martínez Spagna                                                 | 2h17'50"    | Dmitrij Safronov Russia                                                   | 2h18'16"    |
| Marcia 20 km (dettagli) | Alex Schwazer Italia                                                                 | 1h20'38"    | João Vieira Portogallo                                                      | 1h20'49"    | Robert Heffernan Irlanda                                                  | 1h21'00"    |
| Marcia 50 km (dettagli) | Yohann Diniz Francia                                                                 | 3h40'37"    | Grzegorz Sudoł Polonia                                                      | 3h42'24"    | Sergej Bakulin Russia                                                     | 3h43'26"    |
| Salti |                                                                                      |             |                                                                             |             |                                                                           |             |
| Salto in alto (dettagli) | Aleksandr Šustov Russia                                                              | 2,33 m      | Ivan Uchov Russia                                                           | 2,31 m      | Martyn Bernard Gran Bretagna                                              | 2,29 m      |
| Salto con l'asta (dettagli) | Renaud Lavillenie Francia                                                            | 5,85 m      | Maksym Mazuryk Ucraina                                                      | 5,80 m      | Przemysław Czerwiński Polonia                                             | 5,75 m      |
| Salto in lungo (dettagli) | Christian Reif Germania                                                              | 8,47 m      | Kafétien Gomis Francia                                                      | 8,24 m      | Chris Tomlinson Gran Bretagna                                             | 8,23 m      |
| Salto triplo (dettagli) | Phillips Idowu Gran Bretagna                                                         | 17,81 m     | Marian Oprea Romania                                                        | 17,51 m     | Teddy Tamgho Francia                                                      | 17,45 m     |
| Lanci |                                                                                      |             |                                                                             |             |                                                                           |             |
| Getto del peso (dettagli) | Tomasz Majewski Polonia                                                              | 21,00 m     | Ralf Bartels Germania                                                       | 20,93 m     | Māris Urtāns Lettonia                                                     | 20,72 m     |
| Lancio del disco (dettagli) | Piotr Małachowski Polonia                                                            | 68,87 m     | Robert Harting Germania                                                     | 68,47 m     | Róbert Fazekas Ungheria                                                   | 66,43 m     |
| Lancio del giavellotto (dettagli) | Andreas Thorkildsen Norvegia                                                         | 88,37 m     | Matthias De Zordo Germania                                                  | 87,81 m     | Tero Pitkämäki Finlandia                                                  | 86,67 m     |
| Lancio del martello (dettagli) | Libor Charfreitag Slovacchia                                                         | 80,02 m     | Nicola Vizzoni Italia                                                       | 79,12 m     | Krisztián Pars Ungheria                                                   | 79,06 m     |
| Prove multiple |                                                                                      |             |                                                                             |             |                                                                           |             |
| Decathlon (dettagli) | Romain Barras Francia                                                                | 8.453 p.    | Eelco Sintnicolaas Paesi Bassi                                              | 8.436 p.    | Andrėj Kraŭčanka Bielorussia                                              | 8.370 p.    |
| Staffette |                                                                                      |             |                                                                             |             |                                                                           |             |
| 4×100 metri (dettagli) | Francia Jimmy Vicaut Christophe Lemaitre Pierre-Alexis Pessonneaux Martial Mbandjock | 38"11       | Italia Roberto Donati Simone Collio Emanuele Di Gregorio Maurizio Checcucci | 38"17       | Germania Tobias Unger Marius Broening Alexander Kosenkow Martin Keller    | 38"44       |
| 4×400 metri (dettagli) | Russia Maksim Dyldin Aleksej Aksënov Pavel Trenichin Vladimir Krasnov                | 3'02"14     | Gran Bretagna Conrad Williams Michael Bingham Robert Tobin Martyn Rooney    | 3'02"25     | Belgio Arnaud Destatte Kévin Borlée Cédric Van Branteghem Jonathan Borlée | 3'02"60     |
| record mondiale; record mondiale stagionale; record europeo; record europeo stagionale; record dei campionati; record nazionale; record personale; record personale stagionale. |                                                                                      |             |                                                                             |             |                                                                           |             |

### Donne
| Specialità | Oro                                                                         | Prestazione | Argento                                                                       | Prestazione | Bronzo                                                                 | Prestazione |
| Corse piane |                                                                             |             |                                                                               |             |                                                                        |             |
| 100 metri (dettagli) | Verena Sailer Germania                                                      | 11"10       | Véronique Mang Francia                                                        | 11"11       | Myriam Soumaré Francia                                                 | 11"18       |
| 200 metri (dettagli) | Myriam Soumaré Francia                                                      | 22"32       | Jelyzaveta Bryzhina Ucraina                                                   | 22"44       | Aleksandra Fedoriva Russia                                             | 22"44       |
| 400 metri (dettagli) | Ksenija Ustalova Russia                                                     | 49"92       | Antonina Krivošapka Russia                                                    | 50"10       | Libania Grenot Italia                                                  | 50"43       |
| 800 metri (dettagli) | Yvonne Hak Paesi Bassi                                                      | 1'58"85     | Jennifer Meadows Gran Bretagna                                                | 1'59"39     | Lucia Klocová Slovacchia                                               | 1'59"48     |
| 1.500 metri (dettagli) | Nuria Fernández Spagna                                                      | 4'00"20     | Hind Dehiba Francia                                                           | 4'01"17     | Natalia Rodríguez Spagna                                               | 4'01"30     |
| 5.000 metri (dettagli) | Elvan Abeylegesse Turchia                                                   | 14'54"44    | Sara Moreira Portogallo                                                       | 14'54"71    | Jéssica Augusto Portogallo                                             | 14'58"47    |
| 10.000 metri (dettagli) | Elvan Abeylegesse Turchia                                                   | 31'10"23    | Jéssica Augusto Portogallo                                                    | 31'25"77    | Hilda Kibet Paesi Bassi                                                | 31'36"90    |
| Corse a ostacoli |                                                                             |             |                                                                               |             |                                                                        |             |
| 100 metri ostacoli (dettagli) | Nevin Yanıt Turchia                                                         | 12"63       | Derval O'Rourke Irlanda                                                       | 12"65       | Carolin Nytra Germania                                                 | 12"68       |
| 400 metri ostacoli (dettagli) | Natal'ja Antjuch Russia                                                     | 52"92       | Vanja Stambolova Bulgaria                                                     | 53"82       | Perri Shakes-Drayton Gran Bretagna                                     | 54"18       |
| 3.000 metri siepi (dettagli) | Julija Zarudneva Russia                                                     | 9'17"57     | Hatti Dean Gran Bretagna                                                      | 9'30"19     | Wioletta Frankiewicz Polonia                                           | 9'34"13     |
| Prove su strada |                                                                             |             |                                                                               |             |                                                                        |             |
| Maratona (dettagli) | Anna Incerti Italia                                                         | 2h32'15"    | Tet'jana Filonjuk Ucraina                                                     | 2h32'48"    | Isabellah Andersson Svezia                                             | 2h33'57"    |
| Marcia 20 km (dettagli) | Anisja Kirdjapkina Russia                                                   | 1h28'55"    | Vera Sokolova Russia                                                          | 1h29'32"    | Melania Seeger Germania                                                | 1h29'43"    |
| Salti |                                                                             |             |                                                                               |             |                                                                        |             |
| Salto in alto (dettagli) | Blanka Vlašić Croazia                                                       | 2,03 m      | Emma Green Svezia                                                             | 2,01 m      | Ariane Friedrich Germania                                              | 2,01 m      |
| Salto con l'asta (dettagli) | Svetlana Feofanova Russia                                                   | 4,75 m      | Silke Spiegelburg Germania                                                    | 4,65 m      | Lisa Ryzih Germania                                                    | 4,65 m      |
| Salto in lungo (dettagli) | Ineta Radēviča Lettonia                                                     | 6,92 m      | Naide Gomes Portogallo                                                        | 6,92 m      | Ol'ga Kučerenko Russia                                                 | 6,84 m      |
| Salto triplo (dettagli) | Ol'ha Saladucha Ucraina                                                     | 14,81 m     | Simona La Mantia Italia                                                       | 14,56 m     | Svetlana Bolshakova Belgio                                             | 14,55 m     |
| Lanci |                                                                             |             |                                                                               |             |                                                                        |             |
| Getto del peso (dettagli) | Anna Avdeeva Russia                                                         | 19,39 m     | Janina Karol'čyk-Pravalinskaja Bielorussia                                    | 19,29 m     | Ol'ga Ivanova Russia                                                   | 19,02 m     |
| Lancio del disco (dettagli) | Sandra Perković Croazia                                                     | 64,67 m     | Nicoleta Grasu Romania                                                        | 63,48 m     | Joanna Wiśniewska Polonia                                              | 62,37 m     |
| Lancio del giavellotto (dettagli) | Linda Stahl Germania                                                        | 66,81 m     | Christina Obergföll Germania                                                  | 65,58 m     | Barbora Špotáková Rep. Ceca                                            | 65,36 m     |
| Lancio del martello (dettagli) | Betty Heidler Germania                                                      | 76,38 m     | Tat'jana Lysenko Russia                                                       | 75,65 m     | Anita Włodarczyk Polonia                                               | 73,56 m     |
| Prove multiple |                                                                             |             |                                                                               |             |                                                                        |             |
| Eptathlon (dettagli) | Jessica Ennis Gran Bretagna                                                 | 6.823 p.    | Natalija Dobryns'ka Ucraina                                                   | 6.778 p.    | Jennifer Oeser Germania                                                | 6.683 p.    |
| Staffette |                                                                             |             |                                                                               |             |                                                                        |             |
| 4×100 metri (dettagli) | Ucraina Olesja Povch Natalija Pohrebnjak Marija Rjemjen Jelyzaveta Bryzhina | 42"29       | Francia Myriam Soumaré Véronique Mang Lina Jacques-Sébastien Christine Arron  | 42"45       | Polonia Marika Popowicz Daria Korczyńska Marta Jeschke Weronika Wedler | 42"68       |
| 4×400 metri (dettagli) | Germania Fabienne Kohlmann Esther Cremer Janin Lindenberg Claudia Hoffmann  | 3'24"07     | Gran Bretagna Nicola Sanders Marilyn Okoro Lee McConnell Perri Shakes-Drayton | 3'24"32     | Italia Chiara Bazzoni Marta Milani Maria Enrica Spacca Libania Grenot  | 3'25"71     |
| record mondiale; record mondiale stagionale; record europeo; record europeo stagionale; record dei campionati; record nazionale; record personale; record personale stagionale. |                                                                             |             |                                                                               |             |                                                                        |             |

## Medagliere

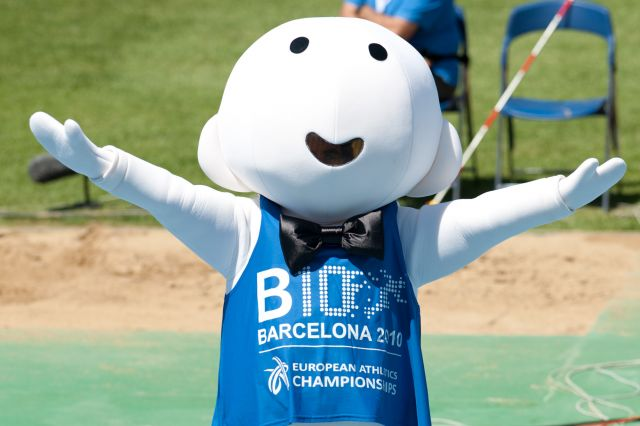
Barni, la mascotte dei campionati europei di atletica leggere 2010

Legenda
     Paese ospitante
| Posizione | Paese         | Oro | Argento | Bronzo | Totale |
| --------- | ------------- | --- | ------- | ------ | ------ |
| 1         | Francia       | 8   | 6       | 4      | 18     |
| 2         | Russia        | 8   | 3       | 7      | 20     |
| 3         | Gran Bretagna | 6   | 8       | 3      | 19     |
| 4         | Germania      | 5   | 5       | 7      | 17     |
| 5         | Polonia       | 3   | 1       | 6      | 10     |
| 6         | Turchia       | 3   | 0       | 0      | 3      |
| 7         | Ucraina       | 2   | 4       | 1      | 7      |
| 8         | Italia        | 2   | 3       | 3      | 8      |
| 9         | Spagna        | 2   | 2       | 2      | 6      |
| 10        | Croazia       | 2   | 0       | 0      | 2      |
| 11        | Paesi Bassi   | 1   | 1       | 1      | 3      |
| 12        | Belgio        | 1   | 0       | 2      | 3      |
| 13        | Lettonia      | 1   | 0       | 1      | 2      |
| 13        | Slovacchia    | 1   | 0       | 1      | 2      |
| 15        | Norvegia      | 1   | 0       | 0      | 1      |
| 15        | Svizzera      | 1   | 0       | 0      | 1      |
| 17        | Portogallo    | 0   | 4       | 1      | 5      |
| 18        | Romania       | 0   | 2       | 0      | 2      |
| 19        | Bielorussia   | 0   | 1       | 1      | 2      |
| 19        | Irlanda       | 0   | 1       | 1      | 2      |
| 19        | Svezia        | 0   | 1       | 1      | 2      |
| 22        | Bulgaria      | 0   | 1       | 0      | 1      |
| 23        | Ungheria      | 0   | 0       | 3      | 3      |
| 24        | Azerbaigian   | 0   | 0       | 1      | 1      |
| 24        | Finlandia     | 0   | 0       | 1      | 1      |
| 24        | Moldavia      | 0   | 0       | 1      | 1      |
| 24        | Rep. Ceca     | 0   | 0       | 1      | 1      |
| Totale    | Totale        | 47  | 47      | 47     | 141    |